# ハインツ・テーザー
ハインツ・テーザー（Heinz Tesar、1939年6月16日 - 2024年1月18日）は、オーストリアの建築家、美術家。

## 生涯
1939年6月16日、オーストリアのチロル州・インスブルックに生まれる。1961年-1965年、ウィーン芸術アカデミーで、ローランド・ライナーのもとで建築を学ぶ。
その後、アーティストとして活動を始めるが、1973年、ウィーンを拠点に建築家として活動を開始する。レイトモダニズムとバロック教会の改修などで培った伝統的技術への知識と素材への感性をベースとしながら、詩的なドローイングとユニークな造形の建築作品を数多く創り出している。
1980年代以降はヨーロッパやアメリカの多くの大学で教鞭を取り建築教育においても評価が高い。
2000年、ハインリヒ・テッセナウ賞を受賞。
2024年1月18日、バーデン・バイ・ウィーンで死去。84歳没。